# ヒラタウミガメ
ヒラタウミガメ（平田海亀、扁海亀、学名：Natator depressus）は、ウミガメ科に属するウミガメの一種。ヒラタウミガメ属は本種のみから成る単型。オーストラリアの大陸棚と、浅い沿岸の砂浜に生息する。名前の通り甲羅が他のウミガメよりも平たく、低いドーム状になっている。色はオリーブグリーンから灰色で、腹側はクリーム色である。甲長は平均76-96cm、体重は70-90kgである。孵化したばかりの仔ガメは、他のウミガメの仔よりも大きい。
IUCNのレッドリストではデータ不足とされており、現時点では保全状況を判断するのに十分な科学的情報が無い。1994年には危急種とされていた。分布域が狭いため、他のウミガメほど絶滅の危機には瀕していない。

## 分類
1880年にアメリカの爬虫類学者であるサミュエル・ガーマンによって、Chelonia depressa として記載された。1988年までアオウミガメ属に分類されており、ヒラタアオウミガメと呼ばれていた。ヒラタウミガメ属 Natator（「泳ぐ者」の意）は、1908年にオーストラリアの魚類学者であるアラン・リバーストーン・マカロックによって設立され、彼は同時に現在本種のシノニムとされている Natator tessellatus を記載した。1988年にスイスの古生物学者であるライナー・ツァンガールは、ヒラタウミガメを現在の属に分類し、学名を Natator depressus とした。Chelonia は女性名詞、Natator は男性名詞であるため、種小名は depressa から depressus に変更された。

## 形態

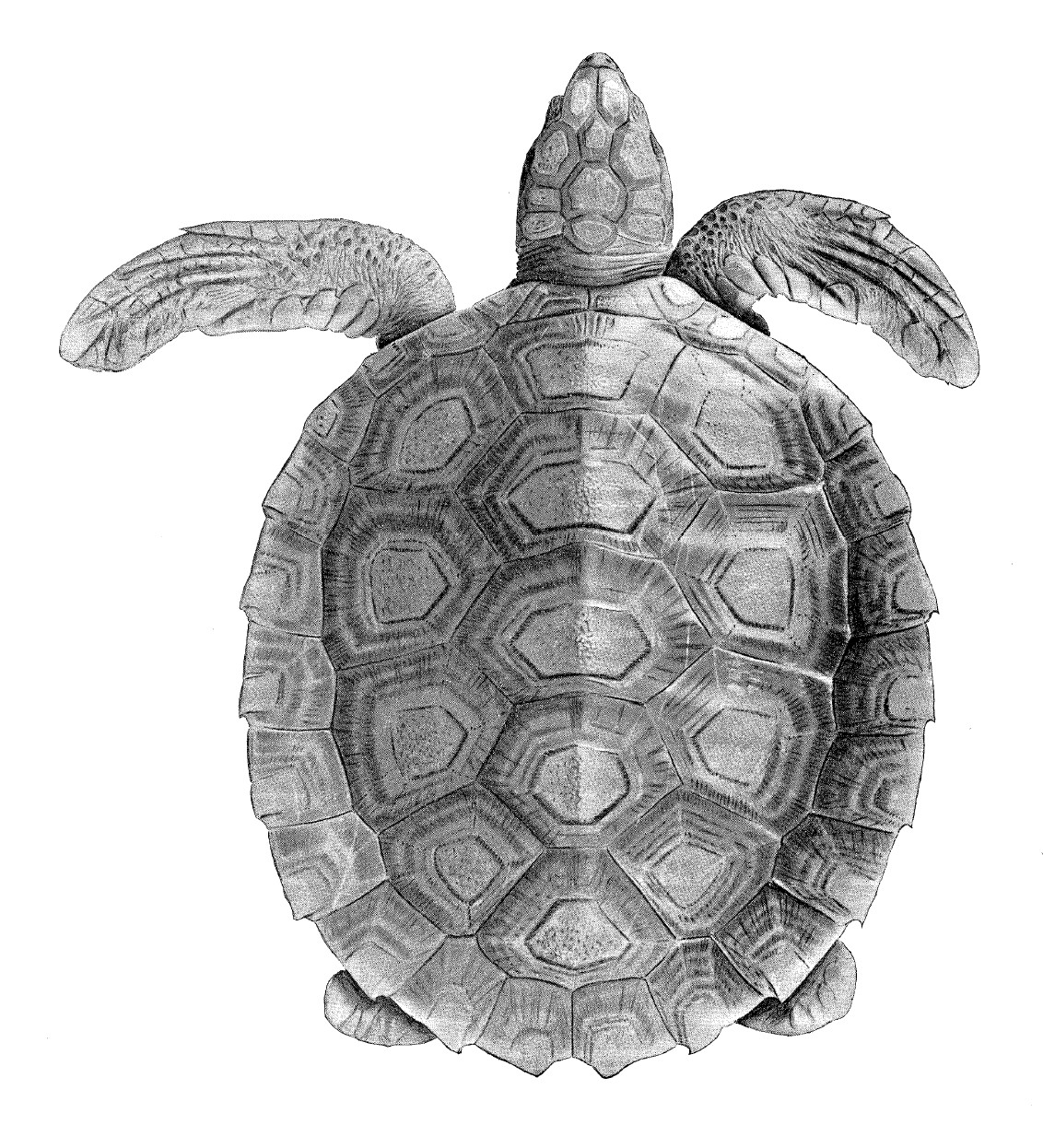
背面のイラスト

甲羅は滑らかな平たいドーム型で、側面の縁は上側に反り返っている。甲羅の色はオリーブグリーン、または灰色がかった緑色で、頭部の色と一致している。腹甲は明るい淡黄色である。平均的な甲長は76-96cm、平均体重は70-90kgである。大型個体は体重350kgに達する。雌は雄よりも大型で、尾が長い。
頭部の前額板は1対、甲羅の肋甲板は4対である。甲羅は他のウミガメよりもかなり薄いため、わずかな圧力でも割れてしまう。頭蓋骨は表面的にはヒメウミガメのものと似ているが、脳頭蓋の詳細な部分はアオウミガメのものに最もよく似ている。

## 分布と生息地
7種のウミガメの中で最も生息域が狭い。熱帯の大陸棚と沿岸に生息する。他のウミガメのように外洋を長距離移動することは無く、通常は水深60m以下の海域で見られる。他のウミガメのように世界中に分布しておらず、オーストラリア北部の沿岸水域、インドネシア、パプアニューギニアの沿岸地域で見られる。オーストラリアではクイーンズランド州東部、トレス海峡とカーペンタリア湾、ノーザンテリトリー、西オーストラリア州に分布している。
営巣地はクイーンズランド州、ノーザンテリトリー、西オーストラリア州に広がっており、クイーンズランド州のカーペンタリア湾に集中している。クイーンズランド州では、営巣地は南のバンダバーグから北のトレス海峡まで広がっている。主な営巣地はトレス海峡、グレートバリアリーフ南部、ワイルド・ダック島、カーティス島である。ノーザンテリトリー内では、営巣地は広く分散しており、様々な種類の海岸がある。西オーストラリア州では、キンバリー地域、ドメット岬、ラクロス島が重要な営巣地である。
熱帯および亜熱帯の、浅く底の柔らかい海域に生息する。オーストラリアの大陸棚の、藻場、湾、ラグーン、河口など、底の柔らかい場所ならどこでも見られる。熱帯および亜熱帯地域の砂浜を営巣地として好み、特に深さによって砂の温度が29-33℃の範囲となる場所が好まれ、この温度は性別決定に役立つ。

## 生態

### 食性と天敵
肉食性の強い雑食動物で、主に浅瀬で泳ぐ獲物を食べる。軟質サンゴ、ナマコ、エビ、クラゲ、軟体動物、その他の無脊椎動物を捕食する。稀に海草を食べることもある。
陸生生物と水生生物の両方から捕食される。陸上ではディンゴ、外来種のアカギツネ、野犬、ブタが天敵である。成体の天敵はサメとイリエワニである。孵化したばかりの幼体は、海へ向かう途中でカニ、海鳥、若いイリエワニに狙われ、海に入ってもサメなどの大型魚に襲われる危険がある。しかし生まれたばかりであっても体は大きく、泳ぎが得意であるため、捕食される可能性は低い。

### 繁殖と成長

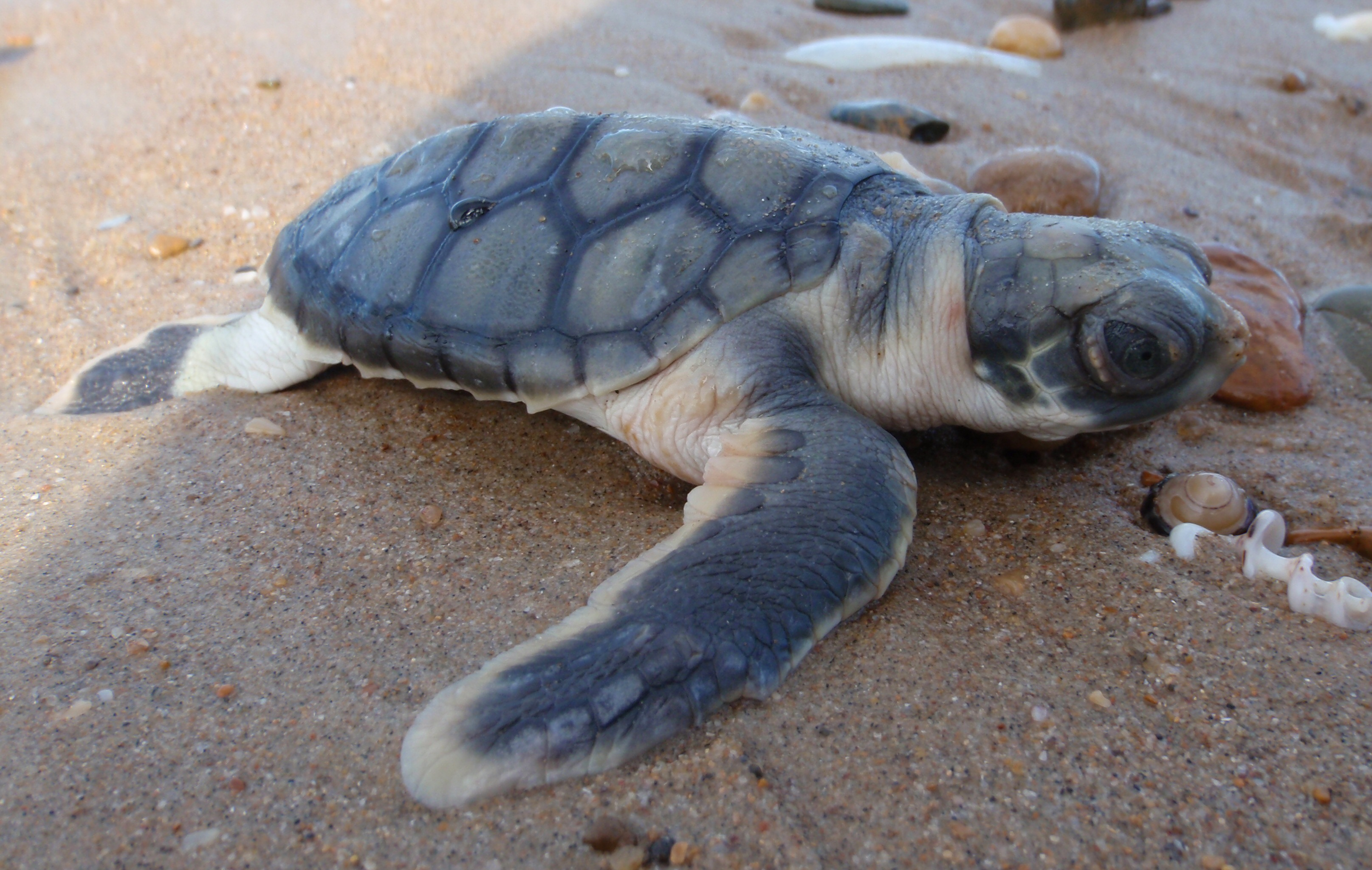
幼体

孵化は12月初旬に始まり、3月下旬まで続く。孵化のピークは2月である。幼体は他のウミガメの幼体よりも大きく、平均甲長は60mmである。体が大きいため、孵化後は一部の捕食者から身を守ることができ、遊泳力も高い。孵化した幼体は海岸近くにとどまる傾向があり、他のウミガメのように遠洋へ出ることは無い。幼体は表層のマクロプランクトンを食べる。
7-50歳で性成熟し、雌は2-3年ごとに産卵する。交尾は海で行われるため、雄が陸に戻ることは無い。オーストラリア沿岸の砂丘の斜面で産卵する。雌は営巣期になると同じ浜に戻ってくる。営巣期は地域によって異なり、11月から1月までの場合もあれば、1年中続く場合もある。雌は営巣期を通して最大4回産卵し、営巣間隔は13-18日である。砂を取り除いた後、後脚を使って卵室を作る。卵を産んだ後は、再び後脚を使って巣を覆い、前脚で砂を持ち上げる。
卵の数は他のウミガメよりも少ない。一回の平均産卵数は50個だが、他のウミガメは一回に100-150個の卵を産むこともある。卵の長さは約55mm。性別は卵が入っている砂の温度によって決まる。温度が29℃未満の場合は雄が、29℃を超える場合は雌が生まれる。

## 脅威と保全

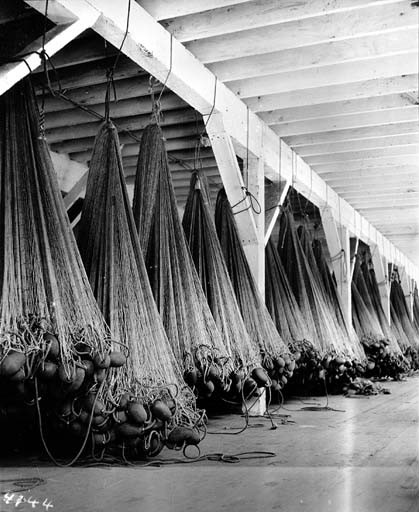
刺し網はヒラタウミガメにとって脅威である

国際自然保護連合のレッドリストでは、データ不足とされている。オーストラリアでは全国的に危急種に指定されている。ウミガメの中では最も絶滅の危険が低く、第一に他のウミガメとは異なり、肉に対する人間の需要が高くない。さらに岸から遠くまで進出しないため、他のウミガメほど頻繁に混獲されない。
すべてのウミガメは、生息地の喪失、野生個体の取引、卵の採取、肉の採取、混獲、汚染、気候変動などの脅威に直面している。本種の場合、オーストラリア先住民が伝統的な狩猟で卵と肉を採取することが脅威となっている。 これらの人々は政府から採取する権利を与えられているものの、非営利目的の場合に限られる。沿岸開発による営巣地の破壊と、餌場となる珊瑚礁や海岸近くの浅瀬の環境破壊も脅威となっている。産卵地となる海岸で人々がキャンプをすると砂が圧縮され、砂丘の浸食につながる。海岸を走る車によってできる車輪のわだちが、幼体が海へ向かう経路を塞ぐ可能性もある。沿岸開発により、成体が営巣地や餌場にたどり着くことが難しくなっている。特にトロール漁、刺し網漁、ゴーストネット、カニ籠などで混獲される。環境汚染も影響を与えている。汚染は産卵のタイミング、営巣地の選択、幼体の海への移動、成体の海岸への上陸に影響を与える可能性がある。
地球温暖化はヒラタウミガメの発育に影響を与えると考えられてきた。研究者は、巣の温度上昇が胚の死亡率や形態に悪影響を与えるかどうかを研究してきた。巣の温度上昇は孵化の成功率や幼体の体の大きさを低下させることはなく、むしろ胚の発育を加速させていた。特定のヒラタウミガメの個体群では、性別を決定する温度が高いことも発見された。つまり一部の個体群では、地球温暖化の影響の下でも性別の偏りが少なくなるように適応した可能性がある。
2003年には全国的な回復計画が策定された。商業漁業の活動を通じて死亡率を下げ、先住民による持続可能な漁獲を維持することを目的としている。この種の繁殖に影響を与える要因を管理するとともに、監視プログラムが開発され、統合されている。カカドゥ国立公園では監視プログラムがすでに設置されている。重要な生息地は保護対象として特定されている。ヒラタウミガメに関する情報の普及や、国際的な協力と活動を強化する取り組みもある。
ノーサンバーランド諸島のアボイド島には、重要な繁殖地があり、2006年から自然保護区となっている。2013年からモニタリングが実施されており、研究者は施設を利用して本種に関するさまざまなデータを収集している。